# Francesc Monjo
Francesc Monjo fou un compositor del segle XVII del que es desconeixen dades de la seva vida. Només se'n sap que cultivà, el gènere profà de la seva època (tonades, solos humans...) de les que se'n conserven i han publicat alguna.